# Harry Potter i Princ miješane krvi (2009.)
Harry Potter i Princ miješane krvi (eng. Harry Potter and the Half-Blood Prince) je fantasy film iz 2009. godine koji je režirao David Yates, a distribuirao Warner Bros. Pictures., te se temelji na istoimenom romanu J. K. Rowling iz 2005. godine. Film, koji je šesti u serijlu o Harry Potteru, napisao je Steve Kloves, a producirali su ga David Heyman i David Barron. Priča prati Harryjevu šestu godinu u Hogwartsu kada prima tajanstveni udžbenik, zaljubljuje se i pokušava doći do sjećanja koje je ključ propasti lorda Voldemorta.
U filmu glavne uloge tumače Daniel Radcliffe kao Harry Potter, zajedno s Rupert Grintom i Emmom Watson kao Harryjevi najbolji prijatelji Ron Weasley i Hermiona Granger. To je nastavak Harry Potter i Red feniksa, a slijedi ga Harry Potter i Darovi smrti - 1. dio. Snimanje je započelo 24. rujna 2007., što je dovelo do svjetske objave u kinima 15. srpnja 2009., jednog dana od četvrte obljetnice objavljivanja odgovarajućeg romana. S procijenjenim proračunom od 250 milijuna dolara, to je 15. najskuplji film ikad napravljen i najskuplji film iz serije o Harry Potteru. Film je istodobno objavljen u redovnim kinima i IMAX 3D-u, osim u Sjevernoj Americi, gdje je njegovo IMAX izdanje kasnilo dva tjedna. 
Harry Potter i Princ miješane krvi premijerno je prikazan u Londonu 7. srpnja 2009., a širom svijeta 15. srpnja. S ukupnim bruto iznosom od 934 milijuna dolara, postao je 8. film s najvišim prihodom svih vremena, a drugi drugi film po veličini u 2009. (iza Avatara). To je peti najnagrađivaniji film u franšizi. Film je oborio sve rekorde na kino blagajnama diljem svijeta pri svom otvaranju zaradivši $394 milijuna u samo prvih 5 dana. Film je dobio pozitivne kritike, uz pohvale za Yatesovu režiju i izvedbe, Delbonnelovu kinematografiju, glazbeni aranžman i "emocionalno zadovoljavajuću” priču. Film je nominiran na 82. nagradama američke Akademije za najbolju kinematografiju i na 63. filmskoj nagradi Britanske akademije za najbolje posebne vizualne efekte i najbolji dizajn produkcije.
Trenutno ima 83% pozitvnih kritika na Rotten Tomatoesu čime je jedan od kritički najprihvaćenijih filmova te godine. Film je oborio sve rekorde na kino blagajnama diljem svijeta pri svom otvaranju zaradivši $394 milijuna u samo prvih 5 dana. U Hrvatskoj je film pogledalo 51,144 gledatelja u prvom vikendu čime je film postigao jedno od najboljih otvaranja svih vremena i najbolje otvaranje godine. Film je dosad u Republici Hrvatskoj pogledalo 87,635 gledatelja, a zaradio je preko $862 milijuna diljem svijeta čime je postao najveći hit godine.

## Radnja
Za više informacija vidi: Harry Potter i Princ miješane krvi
Lord Voldemort jača stisak na čarobnjački i bezjački svijet, otimajući proizvođača čaobnih štapića Garricka Ollivandera iz Zakutne ulice (Diagon Alley) i uništavajući Millennium most u Londonu. Obitelj Malfoy osramoćena je kada je Lucijus uhvaćen i poslan u Azkabana zbog njegove uključenosti u djelovanja smrtonoša. Voldemort tada bira Draca za obavljanje tajne misije u Hogwartsu. Dracova majka Narcissa i teta Bellatrix Lestrange traže pomoć od Severus Snapea, koji tvrdi da je cijelo vrijeme bio krtica u Redu feniksa. Snape sklapa Nepovratni zavjet s Narcisom kako bi zaštitio Draca i ispunio zadatak ako ovaj ne uspije.   
Harry Potter, koji sada ima 16 godina, prati Albusa Dumbledorea u selo Budleigh Babberton kako bi posjetio bivšeg profesora napitaka Horace Slughorna. Slughorn, koji se skrivao, pristaje na molbu Dumbledora vratiti se predavati u Hogwartsu. Dumbledore potom odvodi Harryja do Jazbine (Burrow), gdje se Harry ponovno sastaje sa svojim najboljim prijateljima, Ronom Weasleyjem i Hermionom Granger. Njih troje posjećuju Freda i George Weasleyja u novom dućanu u Zakutnoj ulici te vide Draca kako ulazi u Ulicu Nocturno (Knockturn Alley) s grupom smrtonoša, uključujući Fenrir Greybacka. Harry vjeruje da je Draco postao i sam smtonoša, ali Ron i Hermiona su skeptični. Na Hogwarts Expressu, Harry se skriva u vagonu Slytherina koristeći svoj ogrtač nevidljivosti, ali ga Malfoy uoči i okameni. Harryja pronalazi i spašava Luna Lovegood.
U Hogwartsu Harry i Ron posuđuju udžbenike za nastavu čarobnih napitaka kod Slughorna, te Harry zapne za primjerak za koji se ispostavi da je prepun korisnih bilješki i čarolija koje je ostavio “Princ miješane krvi". Harry koristi knjigu kako bi se istaknuo na satovima i impresionirao Slughorna, te pobjeđuje Tekuću sreću (Liquid Luck). Ron postaje čuvar tima Gryffindor za metloboj (Quidditch) i započinje romantičnu vezu s Lavender Brown, uznemirujući Hermionu. Dok Harry tješi Hermionu priznaje da sada gaji osjećaje za Ronovu mlađu sestru, Ginny Weasley.
Harry provodi božićne blagdane s Weasleyima. Na Badnjak Harry raspravlja o svojim sumnjama o Dracou s Redom feniksa, ali oni odbacuju njegove sumnje, jedino Arthur Weasley kasnije kaže Harryju da su Malfoyjevi možda zainteresirani za nestali kabinet. Odjednom Bellatrix i Greyback napadaju Jazbinu i povlače Harryja u bitku, te Harry spašava Ginny prije dolaska Reda i bori se protiv smrtonoša. U Hogwartsu Dumbledore otkriva Harryju da Slughorn posjeduje sjećanje na Voldemorta koju Dumbledore očajnički treba. On traži od Harryja da se suoči sa Slughornom i izvuče pravu uspomenu, nakon što mu je pokazao u Situ izmijenjenu verziju u kojoj se činilo kao da Slughorn ništa ne zna. U početku Harry nije u stanju uvjeriti Slughorna.
Nakon što Ron slučajno proguta ljubavni napitak namijenjen Harryju, Harry ga izliječi uz Slughornovu pomoć. Trio slavi medovinom koju je Slughorn namjeravao pokloniti Dumbledoreu, no medovina je otrovana i Harry je prisiljen spasiti Ronu život nakon što Slughorn oklijeva. Ron promrmlja Hermionovo ime dok se oporavlja u ambulanti, zbog čega Lavanda prekida vezu. Harry se odlući suočiti s Dracom zbog otrovane medovine i uklete ogrlice za koje vjeruje da je Draco odgovoran. Za vrijeme dvoboja Harry koristi prokletstvo iz knjige napitaka Princa miješane krvi, teško ozlijeđujući Malfoya, no Snape ga pronalazi i spašava. U strahu da bi knjiga mogla biti ispunjena s još više Tamne magije, Ginny i Harry je skrivaju u sobi potreba i dijele svoj prvi poljubac.
Harry odluči koristiti svoj napitak Tekuču sreču kako bi uvjerio Slughorna da se odrekne sjećanja koje Dumbledore treba. Nakon što Slughorn preda sjećanje ga Harry pregledava s Dumbledoreom i saznaje da je Voldemort želio informacije za stvaranje Horkruksa, čarobnih predmeta koji bi mogli sadržavati dijelove duše čarobnjaka i učiniti ih besmrtnima. Dumbledore zaključuje da je Voldemort svoju dušu uspješno podijelio na sedam komada stvorivši šest Horkruksa, od kojih su dva već uništena: Dnevnik Tom Riddlea i prsten Marvola Gaunta. Njih dvoje putuju u morsku špilju u kojoj Harry pomaže Dumbledoreu da pije napitak koji skriva još jedan Horkruks, medaljon Slytherina.
Oslabljeni Dumbledore ih brani od Inferija i ponovno se vračaju u Hogwarts. Bellatrix, Greyback i ostali smrtonoše ulaze u Hogwarts uz Dracovu pomoć kroz nestajući kabinet u sobi potreba, koji je Draco uspio povezati s onom na kojoj je radio u Ulici Nocturno. Dumbledore upućuje Harryja da razgovara sa Snapeom i nikim drugim. Draco stiže u Astronomski toranj i razoružava Dumbledorea, otkrivajući da ga je Voldemort odabrao za ubojstvo ravnatelja dok se Harry skriva. Snape stiže i, kako Draco nije u stanju ubiti ravnatelja, baca ubojitu kletvu Avada Kedavra na Dumbledorea, ubijajući ga. Kasnije nadvlada bijesnog Harryja i otkriva da je on “Princ miješane krvi” prije nego što bježi sa smrtonošama.
Harry se vraća u Hogwarts, gdje učenici i osoblje tuguju zbog Dumbledoreove smrti. Kasnije otkriva Ronu i Hermioni da je medaljon bio lažni. Medaljon sadrži poruku "R.A.B." u kojoj se navodi da je ukrao pravi Horkruks s namjerom da ga uništi. Kada odluče odustati od svoje posljednje godine u Hogwartsu, Harry, Ron i Hermiona odluče zajedno pronaći zajedničke preostale Horkrukse.

## Glumačka postava
- Daniel Radcliffe kao Harry Potter, protagonist. Vraća se na šestu godinu Hogwartsu.
- Rupert Grint kao Ron Weasley, Harryjev najbolji prijatelj. Razvija vezu s Lavander Brown.
- Emma Watson kao Hermione Granger, Harryjeva najbolja prijateljica.
- Ralph Fiennes kao Lord Voldemort, antagonist, vođa smrtonoša koji želi ubiti Harryja.
- Michael Gambon kao Albus Dumbledore, ravnatelj škole Hogwarts. Tijekom godine pomaže Harryju u otkrivanju Voldemortove prošlosti kako bi mu to pomoglo u pobijeđivanju Voldemorta.
- Jim Broadbent kao Horace Slughorn, novi profesor Čarobnih napitaka.
- Dave Legeno kao Fenrir Greyback, vukodlak poznat po svojim ubojstvima i Voldemortov sluga, ali ne nosi tamni znamen.
- Alan Rickman kao Severus Snape, bivši profesor Čarobnih napitaka, a sada radi kao profesor Obrana od mračnih sila.
- Maggie Smith kao Minerva McGonagall , učiteljica Preobrazbe i zamjenica ravnatelja.
- Helena Bonham Carter kao Bellatrix Lestrange, Voldemortova desna ruka.
- Helen McCrory kao Narcissa Malfoy, majka Dracoa Malfoya i sestra Bellatrix Lestrange.
- Jessie Cave kao Lavender Brown , Ronova cura
- Robbie Coltrane kao Rubeus Hagrid , čuvar ključeva i Herryjev prvi prijatelj u čarobnjačkom svijetu.
- Bonnie Wright kao Ginny Weasley , Ronova sestra koja je na petoj godini i prema kojoj Harry osjeća ljubav.
- Evanna Lynch kao Luna Lovegood , zamišljena djevojka koja je prijateljica Harryja, Rona i Hermione.

## Produkcija

### Izradnja
Prije nego što je David Yates službeno izabran za režiju filma, mnogi su režiseri izrazili interes, tako i Alfonso Cuarón, redatelj trećeg filma, koji je izjavio da bi "volio imati priliku" vratiti se. Redatelj Plamenog pehara Mike Newell odbio je režiju petog filma, a za ovaj mu se nije pristupilo. Guillermo del Toro odbacio je priliku da režira film kako bi režirao Hellboy II: Golden Army. Terry Gilliam bio je Rowlingov osobni izbor da režira Kamen mudraca. Na pitanje da li bi razmotrio režiju kasnijeg filma, Gilliam je rekao: "Warner Bros. su imali prvu priliku prvi put, a oni su je odbacili." 
U intervjuu za Dark Horizons, Yates je rekao da "još sam uvijek radio na Red feniksa kada su me zamolili da učinim Princa miješane krvi. Dakle, bili su jako oduševljeni materijalom koji su vidjeli dok smo bili u postprodukciji, a razgovori su se dogodili prije objavljivanja filma, jer sam morao započeti predprodukciju na njemu dok je bio promoviran Red feniksa. Bilo je nešto što su vidjeli u djelu što im se jako svidjelo i na što su reagirali.” Yates je opisao Princa miješane krvi kao "miješavinu između uzbudljivosti Zatočenika Azkabana i fantastične avanture Plamenog pehara." 
Emma Watson razmišljala je da se ne vrati za film, ali na kraju je odlučila da su "plusevi nadmašili nedostatke", i nije mogla podnijeti da nekoga drugog vidi kao Hermionu. Skladatelj Nicholas Hooper vratio se iz posljednjeg filma; uključio je preradbu Johnova Williamsa "Hedvigova tema" koja se ponavljala u svim partiturama. Također su se vratili i kostimografkinja Jany Temime, nadzornik vizualnih efekata Tim Burke, dizajner kreacija i make-up efekata Nick Dudman, te supervizor John Richardson iz trećeg filma.
Yates i Heyman su naveli da su neki događaji iz Harry Potter i Darovi smrti utjecali na scenarij Princa miješane krvi. 

### Odabir glumaca
Christian Coulson, koji je glumio mladog Tom Riddlea u Odaja tajni, izrazio je interes za povratak u ulogu za flashback sekvence;  Yates je odgovorio da je Coulson s 30 godina prestar da bi mogao igrati ulogu. Jamie Campbell Bower, koji se pojavio u filmu Sweeney Todd: Demon Berber iz Fleet Streeta, prethodno je napomenuo da je “držio palčeve" da bude odabran kao mladi Riddle. (Bower je, međutim, kasnije glumio tinejdžera Gellert Grindelwalda u filmu Harry Potter i Darov smrti- 1. dio.) Thomas James Longley bio je izvorni izbor za preuzimanje uloge, ali je Riddle kao dijete u konačnici tumačio Hero Fiennes-Tiffin te Frank Dillane kao tinejdžer.
Helen McCrory pojavljuje se kao Narcissa Malfoy, Dracova majka i mlađa sestra od Bellatrix. McCrory je izvorno trebala glumiti kao Bellatrix u Red feniksa, ali je morala odustati zbog trudnoće. Naomi Watts ranije je prijavila da je prihvatila ulogu, samo da bi je ona odbila od strane njene agencije. 

### Setovi
Stuart Craig, dizajner prvih pet filmova, nastavio je dizajnirati sve setove. Uvodi se nekoliko novih kompleta, uključujući Tom Riddleovo sirotište, Astronomski toranj i špilja. Craig je napomenuo da je film koristio nekoliko CGI setova, primjetno unutrašnjost Pećine u koju obojica Harry i Dumbledore odlaze pronači Horkruks. Vanjski dio pećinske scene sniman je na liticama Mohera na zapadu Irske, jedinom mjestu koje je tijekom cijele serije filmova korišteno izvan Velike Britanije. Unutrašnjost špilje sastoji se od geometrijskih kristalnih formacija. Craig je napomenuo: "Osim trenutka kad Harry i Dumbledore prvi put stižu i otočka formacija na kojoj se događa sve unutar špilje, set je u potpunosti virtualni, dizajniran u računalu. Imali smo svoj prvi potpuno virtualni set na posljednjem filmu, pa smo ovom pristupu pristupili s malo više samopouzdanja. “

### Scenografija i snimanje
Prije nego što je počelo snimanje filma, postojalo je vjerovanje da bi se snimanje moglo preseliti iz Velike Britanije, gdje su snimljeni svi prethodni filmovi. Posada je također skautirala oko rta Wrath u Škotskoj, radi korištenja za pećinski prizor. Snimanje se vratilo Glen Coeu i Glenfinnanu, obojici koji su se pojavljivali u prethodnim filmovima, kako bi se sačuvao kontinuitet pejzaža. 
Nakon tjednih proba, glavna fotografija započela je 24. rujna 2007. i završila 17. svibnja 2008. Iako su Radcliffe, Gambon i Broadbent počeli snimati krajem rujna 2007., neki drugi članovi glumaca započeli su mnogo kasnije: Grint je započeo do studenog 2007., Watson nije započela do prosinca 2007., Rickman i Leung do siječnja 2008., a Bonham Carter do veljače 2008. 
U vikend 6. listopada 2007. godine, posada je snimala prizore koji uključuju Hogwarts Express u maglovitom i rosnom okruženju Fort Williama u Škotskoj. Serija noćnih scena snimana je u selu Lacock i klaustru u opatiji Lacock tijekom tri noći, počevši od 25. listopada 2007. Snimanje se odvijalo od 17:00 do 5:00, a stanovnici ulice zamoljeni su da svoje prozore zatamne s tamnim sjenilima. Daljnje snimanje dogodilo se u željezničkoj stanici Surbiton u listopadu 2007, katedrala Gloucester, u kojoj su snimljeni prvi i drugi film, u veljači 2008., te na mostu Milenijum u Londonu u ožujku 2008. 
Zbog toga što kinematograf Bruno Delbonnel koristi uklanjanje fokusiranja i mekane prelaze u digitalnoj obradi, je Warner Bros. tražio od redatelja Davida Yatesa da doda još boja u film. Yates nije želio izgubiti "vrlo europski izgled" filma, ali nakon retuširanja slike rekao je: "Nije ono što ste željeli, ali zadovoljni smo s tim." Nakon pet minuta gledanja filma, studio je bio zadovoljan promjenama. U intervjuu za Total Film, Yates je rekao da je "odabir kutova, ekstremni krupni planovi, [i] hodanje po sceni" film učinio "nevjerojatno bogatim". Paleta i rasvjeta snažno je nadahnuta nizozemskim slikarom Rembrandtom. Princ miješane krvi jedini je film u nizu koji je na dodjeli nagrada Akademije nominiran za najbolju kinematografiju.
Jedan od glavnih izazova Delbonnela bio je osvjetljavanje filma. U intervjuu s Akademijom, rekao je: "Neki setovi postoje od prvog Pottera. Kako bih ih mogao osvijetliti na drugačiji način? Ovo je pitanje donijelo još jedan, temeljen na samoj seriji ... Mislio sam da će biti zanimljivo imati one vrlo intimne priče usred ovog vrlo mračnog raspoloženja. Kao da je škola mračnog karaktera. Tada sam predložio da krenem po (opet) mračno raspoloženu varijaciju sive. Srećom David Yates i producentima se svidjelo." Osvrćući se na scenu iz pećine Delbonnel je rekao: "Htio sam imati nekakav 'dinamizam' sa svjetlošću. Mislio sam da bi mogao biti zanimljiv i dramatičniji ako svjetlost lebdi, kruži iznad lica likova: ponekad ih osvjetljava, ponekad skrivajući ih na vrlo nasumičan i nepredvidiv način.“

### Vizualni efekti
Tim Burke i Tim Alexander bili su nadzornici za vizualne efekte filma. Tim Alexander rekao je da je završavanje scene napada Inferija trebalo nekoliko mjeseci. Rekao je: "Sigurno je puno smjelije i zastrašujuće nego što smo zamislili da će ikad biti u Potter filmu. Redatelj David Yates bio je oprezan da to ne pretvori u zombi film, pa smo neprestano pokušavali shvatiti kako ne bi ovi mrtvi ljudi izgledali kao zombiji. Puno toga se svodilo na njihov pokret - ne kreću se brzo, ali ne kreću se sporo niti stenjaju i vrište. Završili smo u vrlo realističnom stilu.”  Također je napomenuo da su Inferi mršaviji od zombija, preplavljeni i sivi. 
Na pitanje plamenu koji Dumbledore koristi za obranu, primijetio je da bi učinak izgledao kao da je netko poprskao propan, a zatim ga zapalio. Dodao je: "Napravili smo puno istraživanja na rastopljenim vulkanima, koji imaju puno topline, ali nema stvarnog plamena. Prikupili smo gomilu drugih referenci, uključujući i baklje koje pale pod vodom, i pokazali ih ljudima Pottera." Tim za vizualne efekte oponašao je ovih šest parametara požara: toplinske valove, dim, uzdržanost, viskoznost, neprozirnost i svjetlinu. Budući da je čitav požarni prizor trajao veoma dugo, umjetnik računalne grafike Chris Horvath proveo je osam mjeseci pronalazeći brži način za dočaranje plamena. 
Uvodne prizore napada smrtonoša na Zakutnu ulicu i London stvorio je Double Negative, a vodio ga je supervizor VFX-a Paul Franklin. Double Negative proveo je šest mjeseci istražujući i dokumentirajući okoliš oko rijeke Temze i Trga Trafalgar kako bi stvorio fantastičan pogled na grad. Double Negative također je pridonio sekvenci Sita sjećanja, razvijajući složene usmjerene fluidne simulacije kako bi ostvario vrtlog svijeta sjećanja i prošlosti. 

### Glazba
Glazbu za film je napisao Nicholas Hooper, koji je skladao i glazbu za Harry Potter i Red feniksa. Soundtrack je objavljen u audio CD formatu 14. srpnja 2009., dan prije nego što je film objavljen u kinima. 
Album je debitirao pod brojem dvadeset i devet na ljestvici Billboard 200, čime je postao najpopularniji soundtrack među svih objavljenih šest filmskih zvučnih zapisa. Nominiran je 2010. za nagradu Grammy za najbolji glazbeni album s partiturom za film, televiziju ili druge vizualne medije.

## Razlike od knjige
Dok je u sredini u seriji u dužini, film Princ miješane krvi dodao je ili promijenio događaje u književnom kanonu. Knjiga započinje scenom u kojoj se pojavljuje bezjaki premijer. Yates i njegova ekipa raspravljali su o ovoj sceni, kao i o liku Rufusu Scrimgeouru, ali su odustali od početka filma događajima opisanim, ali ne viđenim u knjizi. Yates je mislio kako će publici bolje pružiti osjećaj za ono što rade smrtonoše ako bi pokazao urušavanje Millenniumskog mosta umjesto da ga jednostavno opiše (kao što je učinjeno s mostom Brockdale u knjizi). Kao i kod Plamenog pehara, Dursleysjevi su izrezani, što je Steve Kloves učinio kako bi "razbio obrazac". Daljnja pozadina Toma Riddlea uklonjena je, poput njegove povezanosti s Gauntova, jer su smatrali da je važnije usredotočiti se na Riddlea kao mladog dječaka, a dodana je i dodatna akcijska scena u Jazbini kako bi se održao ton franšize. Yates je smatrao da im treba "injekcija prijetnje i opasnosti" i da bez nje postoji previše komedije i lakoće. Izostavljena je mala scena bitke kod Hogwartsa koja se dogodila na kraju knjige; Heyman je komentirao da je uklonjena kako bi "izbjegla ponavljanje" s nadolazećom adaptacijom Bitke za Hogwarts u Darovi smrti. Dumbledoreov pogreb uklonjen je jer se vjerovalo da ne odgovara ostatku filma. 

## Kritike
Na internetskoj stranici Rotten Tomatoes film ima ocjenu od 83% na temelju 276 recenzija, s prosječnom ocjenom 7,12/10. Kritični konsenzus stranice glasi: "Mračan, uzbudljiv, a ponekad i prilično smiješan, Harry Potter i Princ miješane krvi također je vizualno zapanjujući i emocionalno zadovoljavajući." Film na Metacritic ima ocjenu 78 od 100 na 36 kritičara, što ukazuje na "općenito povoljne kritike". Film je postigao ocjenu 87 od profesionalnih kritičara iz Udruženja kritičara široj filmske mreže; to je prvi film o Harryju Potteru koji je dobio potvrdu Critic's Choice. Na CinemaScore publika je filmu dodala prosječnu ocjenu "A-" na ljestvici od A do F. 
Prva recenzija filma uslijedila je tri tjedna prije službenog izlaska. Paul Dergarabedian iz Hollywood.com svrstao je film u trilogiju Gospodar prstenova i film nazvao "mogućim kandidatom za Oscara". Visoko je pohvalio nastup Sir Michaela Gambona, Alana Rickmana i Daniela Radcliffea. Komentirao je: "Harry Potter i Princ miješane krvi je turneja koja kombinira stil i supstanciju, posebne efekte i srce te najvažnije sjajne izvedbe svih glumaca mladih i ne baš tako mladih". Još jedan rani pregled stigao je iz britanskog tabloida Chud.com od Devin Faracia koji je film nazvao ne samo najboljim filmom o Harry Potteru do sada, već i jednim od najboljih filmova godine. 
Andrew Pulver iz The Guardian napisao je pozitivnu kritiku i dodijelio filmu 3,5 od 5 zvjezdica. Todd McCarthy iz magazina Variety rekao je da je film "sjajno dobro napravljen" i "manje kičasti od prethodnih unosa". Pohvalio je glumu Alana Rickmana i opisao je Helenu Bonham Carter kao "očaravajuću", a Jima Broadbenta kao "divno ekscentričnog starog profesora". Tim Masters s BBC News-a pohvalio je kinematografiju filma, vizualne efekte, produkcijski dizajn, poboljšanu glumu i tamniji zaplet. Kirk Honeycutt iz Hollywood Reporter napomenuo je da je prvo poluvrijeme filma "trzavo i eksplozivno", ali u drugom poluvremenu film se čini boljim. Dodaje: "Skladatelj Nicholas Hooper, kinematograf Bruno Delbonnel i dizajner Stuart Craig pružaju jedinstveno mišićavo i snažno poglavlje." Screen Daily je film nazvao "snimljen fantastično od strane Bruna Delbonnela u metalnim nijansama natopljenim maslačkim tonovima i otkucajućim ritmovima Scotta Nicholasa Hoopera malo sliče originalu i sveukupni učinak je mnogo manje djetinjasti, puno više odrastao”.
Chris Tilly iz IGN UK komentirao je duljinu filma rekavši "dok se povremeno povuče, vrijeme trajanja 153 minute nikada se ne osjeća predugo, zahvaljujući malom dijelu zadivljujućim vizualima i (u velikoj mjeri) čudesnim izvedbama". i nastavlja: "Ovo je do sada naj-vizualniji film o Potteru", pohvaleći "lijepu" utakmicu Quidditch-a i "zadivljujuće" finale. Međutim, Dave Golder iz časopisa SFX smatrao je da su neki aspekti filma razočaranje, velikim dijelom zbog velikog broja prilika koje je režiser i scenarista žrtvovao kako bi posvetio "ogromne dijelove filma subplotima Harryja i njegovih tinejdžerskih romantika", "ali je ipak film smatrao velikim uživanjem", hvaleći izvedbe Jima Broadbenta i Alana Rickmana. 
David Stratton, iz Margaret i David u kinima, dao je filmu 2,5 od mogućih 5 zvjezdica, napomenuvši: "Za ne-čitatelje [iz serije o Harryju Potteru] filmovi su sada na granici nerazumljivosti", i da je film bio "pomalo zamoran" i "općenito manje vizualno zanimljiv od svojih prethodnika". Pohvalio je glumačku postavu, opisujući ih kao "bespoštedne", dodajući da je Sir Michael Gambon "stvarno čini Dumbledore impozantnim likom", a Jim Broadbent bio "divan". Margaret Pomeranz, suvoditeljica televizijske emisije, filmu je dodijelila 3 od 5 zvjezdica. 
U vrijeme kad je objavljen, Rowling je izjavila da joj je Princ miješane krvi bio "najdraži" od šest filmskih adaptacija. Radcliffe je, međutim, bio kritičan prema vlastitom nastupu u filmu, navodeći u intervjuu 2014. godine da "samo nije jako dobar u njemu", i nazivajući ga "teškim za gledanje". 

## Vanjske poveznice
- službena stranica
- Harry Potter i Princ miješane krvi na IMDb-u
- Harry Potter i Princ miješane krvi na AllMovie
- Harry Potter i Princ miješane krvi na Box Office Mojo